# Juan Daniel Cardellino
Juan Daniel Cardellino (Montevideo, 4 marzo 1942 – Montevideo, 8 settembre 2007) è stato un arbitro di calcio uruguaiano.

## Carriera
Di professione agente di commercio, nel corso degli anni Ottanta è stato uno dei più apprezzati direttori di gara sudamericani, erede della grande tradizione arbitrale uruguaiana, rappresentata soprattutto da Ramón Barreto.
Debutta nella prima divisione del proprio paese nel 1975 e dopo solo un anno è promosso al rango di internazionale.
In Sudamerica diventa ben presto uno dei fischietti più utilizzati, come testimoniato dalle designazioni per ben quattro finali di Copa Libertadores (nel 1979, 1984, 1986 e nel 1990) e la convocazione per ben quattro fasi finali della Copa América (nel 1979, 1983, 1987 e nel 1989).
Nel 1980 gli viene affidata anche la partita di ritorno della finale di Coppa Intercontinentale tra Club Olimpia e Malmö FF.
La FIFA lo impiega in numerosi tornei prestigiosi: nel 1979 e nel 1985 lo si vede all'opera ai Mondiali Under 20 (disputati rispettivamente in Giappone ed in URSS), mentre nel 1988 è protagonista al torneo calcistico dell'Olimpiade di Seoul.
Ma il palcoscenico più importante viene calcato in occasione dei Mondiali di calcio, a cui prende parte in ben due edizioni: nel 1982 in Spagna, oltre alla gara dei gironi eliminatori tra Cile e Austria, gli viene assegnata la semifinale tra Italia e Polonia.
Nel 1990, in Italia, scende in campo in occasione di URSS-Romania, dove però incappa in una prestazione negativa accordando, con la complicità del guardalinee spagnolo Emilio Soriano Aladrén, un calcio di rigore ai rumeni per un fallo commesso fuori area: la FIFA lo congeda dal torneo dopo la prima fase.
Nel settembre del 1990, in quello che sarebbe stato l'ultimo anno di attività, è coinvolto anche in un episodio particolare, quando è costretto a non far disputare la partita eliminatoria di Copa Libertadores tra Atlético Nacional de Medellín e Club Olimpia, a seguito delle minacce subite alla vigilia da uomini armati che gli avevano intimato un arbitraggio favorevole ai padroni di casa.
Nell'ambito della carriera dirigenziale, Cardellino, a cui la FIFA conferì il prestigioso FIFA Special Award nel 1991, è stato a capo del settore arbitrale uruguaiano e componente della Commissione arbitrale della CONMEBOL.
Muore, a causa di una malattia, nel 2007.